# Impasse d'Angers
L’impasse d’Angers est une voie située dans le quartier des Grandes-Carrières du 18e arrondissement de Paris.

## Origine du nom
Cette voie porte le nom de la ville d'Angers, préfecture du Maine-et-Loire, corruption de l'ancienne impasse Danger, du nom du propriétaire d'un terrain où elle fut percée.

## Historique
Cette voie est initialement nommée « impasse Danger » puis subit un glissement de nom pour prendre son actuelle dénomination.